# Филиппковское сельское поселение
Филиппко́вское се́льское поселе́ние — упразднённое муниципальное образование в составе Бежецкого района Тверской области, существовавшее в 2005 — 2023 годах.
Центр поселения — деревня Филиппково.

## Географические данные
Общая площадь: 86,7 км²
Нахождение: центральная часть Бежецкого района, к западу от города Бежецка.
- Граничит:
  - на севере — с Фралевским СП,
  - на востоке — с городским поселением город Бежецк и Зобинским СП,
  - на юге — с Васюковским СП и Лаптихинским СП,
  - на западе — с Шишковским СП,
  - на северо-западе — с Михайловогорским СП.

Главная река — Молога (по восточной границе).
Поселение пересекает железнодорожная линия Бологое — Сонково — Рыбинск, проходят автодороги «Тверь—Бежецк—Весьегонск—Устюжина» и «Вышний Волочёк—Бежецк—Сонково».

## История
Находящаяся на территории поселения деревня (погост) Бежицы — старейший известный населенный пункт края, в XII—XIV веках город (известен также под названием Бежецкий Верх), центр Бежецкой пятины Новгородской земли.
С XIV века территория поселения относилась к Бежецкому Верху, удельному княжеству Новгородской земли с центром в Городецке (современный Бежецк).
В начале XVI века Бежецкий Верх был присоединён к Московскому государству.
После реформ Петра I территория поселения входила:
- в 1708—1727 гг. в Санкт-Петербургскую (Ингерманляндскую 1708—1710 гг.) губернию, Углицкую провинцию, Бежецкий Верх (как уезд),
- в 1727—1775 гг. в Московскую губернию, Углицкую провинцию,
- в 1766 г. Бежецкий Верх переименован в Бежецкий уезд,
- в 1775—1796 гг. в Тверское наместничество, Бежецкий уезд,
- в 1796—1929 гг. в Тверскую губернию, Бежецкий уезд,
- в 1929—1935 гг. в Московскую область, Бежецкий район,
- в 1935—1990 гг. в Калининскую область, Бежецкий район,
- с 1990 в Тверскую область, Бежецкий район.

В конце XIX — начале XX века большинство деревень поселения относились к Филипковской волости Бежецкого уезда.
Образовано в 2005 году, включило в себя территории Филиппковского и часть Пестихинского сельских округов.
Законом Тверской области от 13 апреля 2023 года № 15-ЗО муниципальное образование было упразднено с включением всех населённых пунктов в состав Бежецкого муниципального округа.

## Население
| 2005  | 2010  | 2011  | 2012  | 2013  | 2014  | 2015  |
| ----- | ----- | ----- | ----- | ----- | ----- | ----- |
| 2222  | ↘1459 | ↘1448 | ↘1365 | ↘1272 | ↘1233 | ↘1177 |
| 2016  | 2017  | 2018  | 2019  | 2020  | 2021  |       |
| ↘1128 | ↘1091 | ↘1085 | →1085 | ↗1095 | ↗1434 |       |

На 01.01.2008 — 2208 человек.

## Состав сельского поселения
В состав сельского поселения входят 36 населённых пунктов:
| №  | Населённый пункт | Тип     | Население |
| -- | ---------------- | ------- | --------- |
| 1  | Аксиньино        | деревня | ↘0        |
| 2  | Андреевское      | деревня | ↘6        |
| 3  | Бежицы           | деревня | →6        |
| 4  | Боркино          | деревня | ↘128      |
| 5  | Бормино          | деревня | ↗6        |
| 6  | Глушихино        | деревня | ↘1        |
| 7  | Гусарево         | деревня | ↘6        |
| 8  | Дмитраково       | деревня | ↘1        |
| 9  | Дорохово         | посёлок | ↘831      |
| 10 | Дружный          | посёлок | ↗17       |
| 11 | Загородний       | посёлок | ↘17       |
| 12 | Збуново          | деревня | ↘78       |
| 13 | Иванисово        | деревня | ↗1        |
| 14 | Иевское          | деревня | ↘1        |
| 15 | Икорниково       | деревня | ↘54       |
| 16 | Карелово         | деревня | →0        |
| 17 | Котляево         | деревня | ↘1        |
| 18 | Крутец           | деревня | ↗21       |
| 19 | Кучели           | деревня | ↘1        |
| 20 | Лукино           | деревня | →0        |
| 21 | Люткино          | деревня | ↘6        |
| 22 | Лютницы          | деревня | →0        |
| 23 | Марково          | деревня | →0        |
| 24 | Мошнино          | деревня | →0        |
| 25 | Посохово         | деревня | →0        |
| 26 | Починок          | деревня | →5        |
| 27 | Рыбино           | деревня | →0        |
| 28 | Саурово          | деревня | →1        |
| 29 | Сельцо           | деревня | ↘11       |
| 30 | Симонково        | деревня | →0        |
| 31 | Сменово          | деревня | →0        |
| 32 | Филиппиха        | деревня | ↘57       |
| 33 | Филиппково       | деревня | ↘182      |
| 34 | Юркино           | деревня | →0        |
| 35 | Ягренево         | деревня | ↘6        |
| 36 | Языково          | деревня | ↘1        |

### Бывшие населенные пункты
На территории поселения исчезли деревни: Заболотье, Кладово, Старое Фитюково и другие.

## Известные люди
В деревне Мошнино родился Герой Советского Союза Алексей Семёнович Мокринский.

 В деревне Иванисово родился дважды Герой Советского Союза Василий Иванович Андрианов.